# Jean-Baptiste Bosson
Pour les articles homonymes, voir Bosson.
Jean-Baptiste Bosson, né le 25 décembre 1942 à Annecy (Haute-Savoie), est un ingénieur et chef d'entreprise française, président de PSB Industries.
Il est le fils de l'ancien parlementaire et maire d'Annecy, Charles Bosson, et Claire Moret, et a pour frère l'ancien parlementaire et maire de la même ville, Bernard Bosson.
Ancien élève de l'école centrale de Nantes et diplômé d'un MBA de la Harvard Business School, cet ingénieur est nommé par décret le 27 juin 1984 président du conseil d'administration la banque Laydernier. En 1992, il quitte la tête de la banque et devient président du Pierre Synthétique Baikowski, devenu PSB Industries. Après 20 ans, il se retire de ses fonctions de Président-directeur général de PSB industries.